# Stuart Cloete
Edward Fairly Stuart Graham Cloete, född 23 juli 1897 i Paris, död 19 mars 1976 i Kapstaden, var en sydafrikansk författare. I pionjärskildringen The Turning Wheels (1937) ger han en negativ syn på boernas liv, och skildrar kärlek över rasgränserna. Senare gav han bland annat ut The Hill of Doves (1941), Rags of Glory (1963) och The Abductors (1966).

## Biografi
Cloete föddes i Paris 1897. Hans mor var skotska och hans far sydafrikan. Vid 17 års ålder tog han värvning i armén, och blev en av de yngsta officerarna i första världskriget. Han skadades svårt vid två tillfällen och fick minnesförlust efter att ha drabbats av granatchock. På mentalsjukhuset i London där han behandlades träffade han sin första fru, Eileen Horsman.
Paret flyttade till Sydafrika, där Cloete blev farmare i Transvaal. Han började i Sydafrika fundera över att i stället bli författare, och eftersom äktenskapet med Eileen var olyckligt lämnade han henne i Sydafrika och flyttade till England. Hans första roman, Turning Wheels från 1937, sålde i över två miljoner exemplar, men förbjöds i Sydafrika på grund av den negativa inställningen till boernas groote trek (stora vandring) och på grund av dess skildring av förhållanden över rasgränserna.
Han träffade sin andra fru Tiny när han var på väg till USA för att marknadsföra Turning Wheels. De var gifta fram till hans död 1976.